# أبو الحسن بن جودي
علي بن عبد الرحمن بن جودي الأندلسي الأديب أبو الحسن تفنن في النحو والأدب والطب وغير ذلك وشهر بالعلوم النظرية وقرأ أبو الحسن على أبي بكر بن باجة فيلسوف الأندلس, فأشتهر بذلك وأتهم في دينه ثم تحول لقاطع طريق شهير

## علمه
برز فِي الْفَهم وأحرز مِنْهُ أوفر سهم وَله أدب وَاسع مداه يَانِع كالروض بلله نداه إِلَّا أَنه سَهَا فأسرف وزها بِمَا لَا يعرف وتصدى إِلَى الدّين بالإفتراء وَلم يراقب الله فِي ذَلِك الإجتراء واشتهرت عَنهُ أَقْوَال سدد إِلَى الْملَّة نضالها وأيد بهَا ضلالها فعظمت بِهِ المحنة وتكيفت لَهُ فِي كل نفس إحْنَة وَمَا زَالَ يتدرج فِيهَا وينتقل حَتَّى عثر وَمَا كَاد يسْتَقلّ فَمر لَا يلوي على تِلْكَ النواحي وفر لَا ينثني إِلَى اللوائم واللواحي وَمَا زَالَ يركب الْأَهْوَاء ويخوضها ويذلل النُّفُوس بهَا ويروضها حَتَّى أسمحت بعض الإسماح وكفت عَن ذَلِك الجماح فاستقر عِنْد ابْن مَالك فآواه ومهد لَهُ مثواه وَجعله فِي جملَة من اخْتصَّ من المبطلين واستخلص من المعطلين فكثيرا مَا يصطفيهم وَلَا يدْرِي أيدخرهم أم يقتنيهم وَقد أثبت لأبي الْحسن هَذَا لأبي حسن :
سَلِ الرّكْبَ عَنْ نَجْدٍ فإنَّ تَحيَّةً    لساكن نجد قد تَحمَّهَا الرّكْبُ
وإلاّ فما بالُ المطيِّ على الوَجَى     خِفَافاً وما للريحِ مرجعُها رَطْبُ

## قطعه للطرق
أثناء عصر الموحدون كان بها تشدد في السلوكيات فكان ضحية سلوك الفقهاء هذا أبو الحسن علي بن جودي، وهو تلميذ ابن باجة، حيث اتهم بدينه فلاحقته السلطات، ففر وتحول إلى قاطع طريق مع عصابة تعمل بين الجزيرة الخضراء وقلعة خولان وَقَالَ فِي ذَلِك 
أَرُومُ بِعَزْمَانِي تَنَاسِيَ عَهْدِكُمْ     فَتَأْبَى عَلَيْنَا فيكُمُ العَزَمَاتُ
فَأُقْسِمُ لَوْلا البُعْدُ مِنْكُمُ لَسَرَّنِي     ثَوَانِي بِالغَابَاتِ وَهِيَ فَلَاةُ
فَإنَّ بِهَا مِنْ رَهْطِ كَعْبٍ وَعَامِرٍ     سَرَاةً نَمَتْهُمْ لِلْعَلاءِ سَرَاةُ
أَبَوْا أَنْ يَحُلُّوهَا بَلادَ حَضَارَةٍ     مَخَافَةَ ضَيْمٍ وَالكُفَاةُ أُبَاةُ
فَخَطُّوا بِأُمِّ القَفْرِ دَارَاً عَزِيزَةً     تُمَارُ عَلَى حُكْمِ القنا وتقات
فياليت شعري والمنى تخدع الْفَتى     ودأب اللَّيَالِي مُلْتَقَىً وَشَتَاتُ
أَفُرْقَتُنَا هَذِي تَكُونُ لِقَاءَةً   أَمِ الدَّهرُ يَأْسٌ بَعْدَكُمْ وَبَتَاتُ وَأنْشد لَهُ وَالِدي
نبهته وعيون الزهر نَائِمَة    والطل يَبْكِي وَثَغْرُ الكَاسِ يَبْتَسِمُ
وَالبَرْقُ يَرْقُمُ مِنْ برد الدجى علما     والزهر عِقْدٌ بِجِيدِ النَّهْرِ مُنْتَظِمُ
حَتَّى بَدَتْ رَايَةُ الإصْبَاحِ زَاحِفَةً     فِي كَفِّ ذِي ظَفَرٍ وَاللَّيْلُ مُنْهَزِمُ

## شعره
من شعره:
خليليّ من نعمان، بالله عرّجا    على الأيك من وادي العقيق فسلّما
وقولا له ما حال لبنى لعلّه    إذا سمع النجوى بلبنى تكلّما
فعهدي به والظلّ ينفضّ دوحه    وقد خضلت عيدانه فتنعّما
تباكره لبنى لإتيان موعد   عزيز عليها أن يخان ويصرما
نبثّ حديثها فنبكي بعبرة    فترسلها ماء ونرسلها دما
ومن شعره قوله:
أدر كأس المدام فقد تغنّى     بفرع الأيك أورقها الصّدوح
وهبّ على الرياض نسيم صبح     يمرّ كما ونى ساد طليح
وسال النّهر يشكو من حصاه    جراحات كما أنّ الجريح
وقال:
سقى الله دهرا ضمّ شمل مودّة   وجمّع إخوان الصفاء بلا وعد
بميناء تعلوها الرياح بليلة    وتنظر منها الشمس بالأعين الرّمد

## وفاته
عاود قراءة الطب وأحكمن قوانينة وأقام به عيشة أواخر عمره توفي بغرناطة بروضة باديس في حدود الثلاثين وخمسمائة